# Tinie Tempah
Patrick Chukwuemeka Okogwu, född 7 november 1988, mer känd under sitt artistnamn Tinie Tempah, är en brittisk rappare, sångare, kompositör och entreprenör från South London, England. Hans debutalbum, Disc-Overy, debuterade som nummer ett på hitlistorna den 10 oktober 2010 och innehöll singlarna "Pass Out", "Written in the Stars", "Frisky" och "Miami 2 Ibiza".

## Diskografi

### Album
- Disc-Overy (2010)

### Streetalbum
- Hood Economics - Room 147: The 80 Minute Course (2007)

### Mixtapes
- Chapter 1, Verse 1-22 (2005)
- Sexy Beast Vol 1 (2009)[3]
- Passed Out Mixtape (Special Edition) (2010)[4]
- Micro Mixtape (Hosted by DJ Whoo Kid) (2010)[5]
- Foreign Object Mixtape  (Hosted by DJ Whoo Kid & Russell Brand) (2011)